# Liste der Naturdenkmale in Seewald
| Naturdenkmale | Anzahl |
| ------------- | ------ |
| FND           | 0      |
| END           | 16     |
| Gesamt        | 16     |

Die Liste der Naturdenkmale in Seewald nennt die verordneten Naturdenkmale (ND) der im baden-württembergischen Landkreis Freudenstadt liegenden Gemeinde Seewald. In Seewald gibt es insgesamt 16 als Naturdenkmal geschützte Objekte, keines ist ein flächenhaftes Naturdenkmal (FND), alle sind Einzelgebilde-Naturdenkmale (END).
Stand: 1. November 2016.

## Einzelgebilde (END)
| Name                                    | Bild | Kennung     | Einzelheiten | Position | Fläche Hektar | Datum         |
| --------------------------------------- | ---- | ----------- | ------------ | -------- | ------------- | ------------- |
| 1 dreistämmige Stieleiche               | BW   | 82370730010 | Seewald      | ⊙        | 0,0           | 22. Nov. 1991 |
| 1 Kirsche                               | BW   | 82370730001 | Seewald      | ⊙        | 0,0           | 22. Nov. 1991 |
| 1 Sommerlinde                           | BW   | 82370730002 | Seewald      | ⊙        | 0,0           | 22. Nov. 1991 |
| 1 Sommerlinde                           | BW   | 82370730007 | Seewald      | ⊙        | 0,0           | 22. Nov. 1991 |
| 1 Sommerlinde                           | BW   | 82370730014 | Seewald      | ⊙        | 0,0           | 22. Nov. 1991 |
| 1 Stieleiche, 1 zweistämmige Stieleiche | BW   | 82370730013 | Seewald      | ⊙        | 0,0           | 22. Nov. 1991 |
| 1 Stieleiche                            | BW   | 82370730009 | Seewald      | ⊙        | 0,0           | 22. Nov. 1991 |
| 1 Stieleiche                            |      | 82370730011 | Seewald      | ???      | 0,0           | 22. Nov. 1991 |
| 1 Stieleiche                            | BW   | 82370730012 | Seewald      | ⊙        | 0,0           | 22. Nov. 1991 |
| 1 Stieleiche                            | BW   | 82370730015 | Seewald      | ⊙        | 0,0           | 22. Nov. 1991 |
| 1 Vierlingsfichte (vierstämmig)         | BW   | 82370730003 | Seewald      | ⊙        | 0,0           | 22. Nov. 1991 |
| 1 Winterlinde                           | BW   | 82370730006 | Seewald      | ⊙        | 0,0           | 22. Nov. 1991 |
| 2 Buchen                                | BW   | 82370730008 | Seewald      | ⊙        | 0,0           | 22. Nov. 1991 |
| 2 Winterlinden, 1 Roßkastanie           | BW   | 82370730005 | Seewald      | ⊙        | 0,0           | 22. Nov. 1991 |
| 3 Sommerlinden                          | BW   | 82370730016 | Seewald      | ⊙        | 0,0           | 22. Nov. 1991 |
| 3 Winterlinden                          | BW   | 82370730004 | Seewald      | ⊙        | 0,0           | 22. Nov. 1991 |
| Legende für Naturdenkmal                |      |             |              |          |               |               |